# Picumnus olivaceus
Picumnus olivaceus е вид птица от семейство Picidae.

## Разпространение
Видът е разпространен във Венецуела, Гватемала, Еквадор, Колумбия, Коста Рика, Никарагуа, Панама, Перу и Хондурас.